# Papà Gambalunga (film 1955)
Papà Gambalunga è un film musicale del 1955, diretto da Jean Negulesco, con Fred Astaire e la giovane attrice e ballerina francese Leslie Caron. Il film, tratto dal romanzo Papà Gambalunga di Jean Webster, racconta la storia di Julie Andre, un'orfana di 18 anni, istitutrice in un orfanotrofio francese, alla quale viene offerta la possibilità da parte di un filantropo statunitense di frequentare l'università negli Stati Uniti.

## Trama
Jervis Pendelton, un importante uomo d'affari statunitense, riceve dal Dipartimento di Stato degli Stati Uniti la richiesta di effettuare un'importante missione economica in Francia. Durante il viaggio verso Parigi, la sua automobile ha un incidente nella campagna francese e Jervis è costretto a chiedere aiuto presso un orfanotrofio nei paraggi. Mentre sta prendendo accordi con la direttrice per il noleggio di un'automobile che lo avrebbe portato a destinazione, l'uomo d'affari scorge, non visto, una ragazza che cantando e tracciando disegni su una lavagna, insegna l'inglese ad una classe di piccoli orfani. La direttrice gli racconta la storia di Julie Andre, un'orfana cresciuta nell'istituto che, divenuta grande, ora lavora come istitutrice.
Al ritorno negli Stati Uniti, Jervis Pendelton, colpito dalla ragazza, in un primo tempo pensa di adottarla, poi, per ragioni di opportunità (la cosa, vista la differenza di età, avrebbe potuto destare scandalo), decide di diventare suo tutore pagandole gli studi presso una grande università americana. Il magnate, che desidera rimanere anonimo (si farà chiamare John Smith) pone come unica condizione che Julie gli scriva periodicamente per tenerlo al corrente dei suoi progressi nello studio e nella vita. La ragazza non ha mai visto il suo benefattore, ma ne ottiene dai bambini dell'orfanotrofio una descrizione approssimativa e distorta: un uomo «magro magro, con le gambe lunghe lunghe... come un ragno». Julie decide quindi di soprannominare il suo tutore "Papà Gambalunga".
Per la ragazza, vissuta fino ad allora in un misero orfanotrofio, è tutto un sogno: il viaggio in aereo, il campus, i meravigliosi vestiti che Papà Gambalunga le fa trovare al suo arrivo... Comincia la sua vita universitaria diventando in breve tempo una delle studentesse più brillanti del corso e comincia a scrivere periodicamente le sue lettere-diario al suo tutore.
Passano gli anni, e Julie non ha mai ricevuto risposta alle sue lettere, via via più sconsolate. La ragazza apre il cuore al suo tutore, gli racconta dei suoi più intimi desideri e vorrebbe incontrarlo per dimostrargli la sua gratitudine. In realtà il suo benefattore, uomo eccentrico e volubile, dopo un periodo di interessamento, ora si è completamente dimenticato della faccenda, e le lettere della ragazza, una volta lette dal suo consigliere ed aiutante Griggs e dalla sua segretaria Alice Prichett, sono inserite in un fascicolo che diventa sempre più grosso e lì rimangono dimenticate.
Ma un giorno, Griggs e la Prichett si ribellano a questa situazione, e costringono Jervis Pendelton a leggere tutte le lettere di Julie. L'uomo rimane di nuovo colpito dalla freschezza della ragazza che trapela dai suoi scritti e decide di incontrarla, ovviamente mantenendo segreta l'identità di suo tutore. Approfittando del fatto che Linda, la figlia del fratello, frequenta la stessa università di Julie ed è sua compagna di stanza, Jervis si reca quindi al campus con la scusa di andare a trovare la nipote.

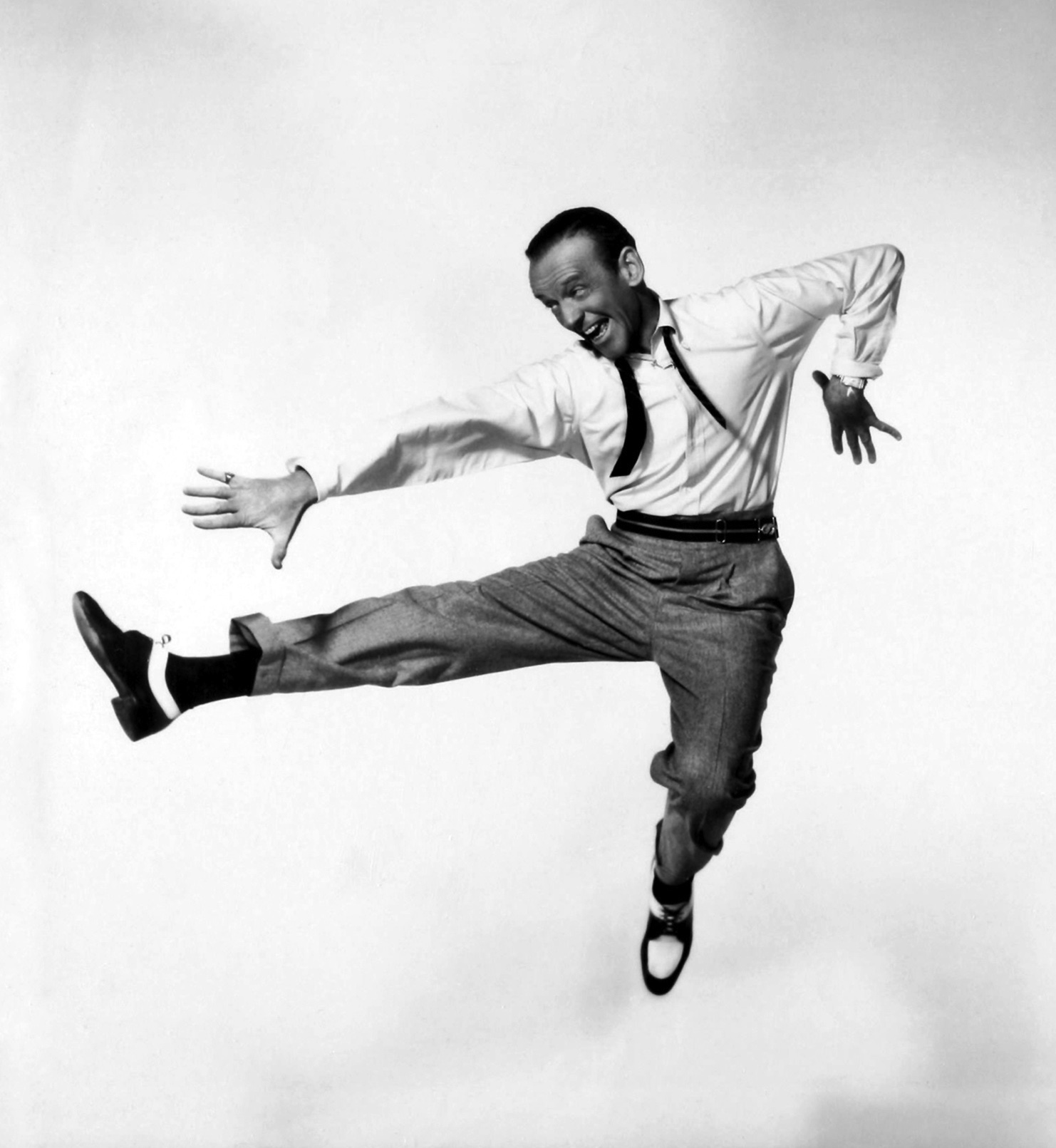
Un numero musicale di Astaire

Julie rimane stranamente colpita dallo zio della sua amica e gli confida le sue origini di orfana e il fatto di avere un misterioso tutore che si sottrae alle sue richieste di incontrarla. Anche Jervis rimane affascinato dalla ragazza e si rende però presto conto che sia la differenza di età sia il fatto di essere suo tutore, gli impediscono di continuare a vederla e di proseguire con una storia che avrebbe portato senz'altro ad uno scandalo.
Per dimenticare Julie, Jervis incoraggia il rapporto tra la ragazza e Jimmy McBright, fratello di un'altra sua compagna di stanza e parte per un lungo viaggio in Europa. Julie invece profondamente innamorata, si sente come respinta da lui, senza sapere il perché. Ne scrive al suo Papà Gambalunga, ovviamente senza ricevere risposta, anche se le sue lettere sono sempre lette dalla segretaria Prichett.
Il giorno della consegna dei diplomi, Julie si aspetta di incontrare finalmente il suo tutore, ma al suo posto trova la Prichett, che la accompagna a casa di Papà Gambalunga per darle la possibilità di incontrarlo. Jervis Pendelton, saputo dalla nipote Linda che Julie è ancora innamorata di lui, finalmente si rivelerà a lei, confessandole il suo amore e la sua volontà di sposarla.